# Victoria Mboková
Victoria Mboková (nepřechýleně: Mboko, * 26. srpna 2006 Charlotte, Severní Karolína) je kanadská profesionální tenistka narozená ve Spojených státech amerických. Ve své dosavadní kariéře na okruhu WTA Tour vyhrála jeden turnaj ve dvouhře. V rámci okruhu ITF získala osm titulů ve dvouhře a dva ve čtyřhře. V juniorském tenise si s Kaylou Crossovou zahrály finále čtyřher Australian Open 2022 a Wimbledonu 2022.
Na žebříčku WTA byla ve dvouhře nejvýše klasifikována v srpnu 2025 na 24. místě a ve čtyřhře v březnu téhož roku na 540. místě. Trénuje ji Francouzka Nathalie Tauziatová.
V kanadském týmu Billie Jean King Cupu debutovala v roce 2025 tokijskou skupinou kvalifikačního kola, v níž porazila Rumunku Miriam Bulgaruovou i Japonku Enu Šibaharaovou. Kanaďanky však na finálový turnaj nepostoupily, když obsadily druhé místo. Do listopadu 2025 v soutěži nastoupila k dvěma mezistátním utkáním s bilancí 2–0 ve dvouhře a 2–0 ve čtyřhře.

## Soukromý život
Narodila se roku 2006 v severokarolínském Charlotte do rodiny afrických imigrantů. Rodiče Cyprien Mboko a Godee Kitadiová uprchli v roce 1999 – s dcerou Graciou a synem Kevinem – z francouzsky mluvící Konžské demokratické republiky do frankofonního Montréalu před druhou konžskou válkou. Kitadiová byla v devátém měsíci těhotenství v očekávání narození třetího potomka, syna Davida. V roce 2000 se rodina přestěhovala do Severní Karolíny, kde se po dalších pěti letech usadila v jeho nejlidnatějším městě, Charlotte. V srpnu 2006 se v něm narodila Victoria Mboková. O dva měsíce později se všichni vrátili do Toronta kvůli lepším tenisovým podmínkám. Děti začaly trénovat v torontském Aviva Centre, dějišti Canada Masters. Roku 2010 se na doporučení bývalého daviscupového reprezentanta Pierra Lamarche rodina přestěhovala do ontarijského Burlingtonu, kde se sourozenci stali členy jeho akademie Ace Tennis.

## Tenisová kariéra
V juniorském tenise si jako 12letá zahrála finále floridského Orange Bowlu 2018 v kategorii 14letých, v němž podlehla Turkyni Melise Ercanové. Kanadu reprezentovala na prostějovském Mistrovství světa dívčích družstev 2019 a juniorském Billie Jean King Cupu 2021 v Antalyi. Na juniorce grandslamu se probojovala do semifinále Wimbledonu 2022 a US Open 2022. V obou případech podlehla pozdější vítězce, Liv Hovdeové a Alexandře Ealaové. V juniorské čtyřhře si s krajankou Kaylou Crossovou zahrály deblová finále na Australian Open 2022 a ve Wimbledonu 2022. Na juniorském kombinovaném žebříčku ITF figurovala nejvýše v prosinci 2022, na 6. místě.
Na okruhu WTA Tour debutovala čtyřhrou National Bank Open 2022 v Torontu, do níž obdržela s Crossovou divokou kartu. Časnou porážku utržily od americko-japonského páru Asia Muhammadová a Ena Šibaharaová, po nezvládnutém supertiebreaku. První singlovou soutěž odehrála na srpnovém Championnats Banque Nationale de Granby 2022 opět na divokou kartu. V úvodu podlehla krajance Rebecce Marinové z počátku druhé světové stovky. Premiérový profesionální titul vybojovala jako 15letá v červenci 2022 na okruhu ITF, když ovládla 25tisícový turnaj v Saskatoonu. V roce 2023 jej po finálové výhře nad Eminou Bektasovou obhájila v 60tisícové kategorii. V letech 2023 a 2024 rozvoj její kariéry brzdila zranění.
Do sezóny okruhu ITF 2025 vstoupila 22zápasovou neporazitelností, v jejímž průběhu vybojovala trofeje na Martiniku, Guadeloupu, v georgijském Rome a britském Manchesteru. V úrovni WTA 1000 se poprvé představila na Miami Open 2025 díky divoké kartě. První zápas na okruhu WTA vyhrála s Kolumbijkou Camilou Osoriovou z šesté desítky žebříčku, než ji vyřadila světová jedenáctka Paula Badosová. Španělka o výhře rozhodla až v tiebreaku třetí, závěrečné sady. Po miamské události činila, v odehrané části ročníku, její zápasová bilance 28–2. Z druhého kola římského Internazionali BNL d'Italia 2025 odešla poražena od světové trojky Coco Gauffové po třísetovém průběhu.
Na cestě do finále antukového Parma Ladies Open 2025, hraného v sérii WTA 125, si připsala první výhru nad členkou ze světové padesátky. Přes Párrizasovou Díazovou a Teichmannovou prošla do čtvrtfinále, v němž uštědřila „kanára“ čtyřicáté třetí hráčce žebříčku Wang Sin-jü. Nezastavila ji ani Irina-Camelia Beguová. Ze souboje o titul však odešla poražena od Egypťanky Majar Šarífové. Do hlavní grandslamové soutěže poprvé zasáhla v ženském singlu French Open 2025 po zvládnuté tříkolové kvalifikaci. V jejím závěru přehrála Kaju Juvanovou. V pařížské dvouhře vyřadila světovou pětačtyřicítku Lulu Sunovou, znamenající druhý kariérní skalp členky Top 50, a poté Evou Lysovou. Stala se tak čtvrtou Kanaďankou, která se před dovršením 19 let probojovala do třetího kola Roland Garros. Před ní se to podařilo Bassetové-Segusové, Kelesiové a Fernandezové. Do osmifinále ji však nepustila světová sedmička Čeng Čchin-wen. Po skončení debutovala v elitní světové stovce žebříčku WTA, když 9. června 2025 vystoupala na 91. příčku. S Jointovou a Andrejevovou byla jednou ze tří hráček mladších 20 let postavených v Top 100. Kvalifikační soutěží ve Wimbledonu 2025 prošla až jako šťastná poražená, když ve dvouhře nahradila Potapovovou. Debutovou výhrou nad tenistkou z Top 30, čtyřiadvacátou v pořadí Magdalenou Fręchovou, postoupila do druhé fáze, v níž nenašla recept na Hailey Baptisteovou.
Anastasiji Potapovovou přehrála na washingtonském Mubadala Citi DC Open 2025, kde jí stopku vystavila dvanáctá žena klasifikace Jelena Rybakinová. Do navazujícího National Bank Open 2025 v Montréalu vstoupila výhrami nad australskou jedničkou Kimberly Birrellovou, Sofií Keninovou a Marií Bouzkovou. Proti Češce vyhrála první zápas na okruhu WTA, v němž ztratila úvodní sadu. Tu závěrečnou ovládla „kanárem“, když v ní prohrála jen osm míčů. Na Canadian Open se v 18 letech stala nejmladší kanadskou osmifinalistkou od Helen Kelesiové v roce 1988. Nezastavila ji ani světová dvojka Coco Gauffovou. Nejvýše nasazenou na kanadském turnaji porazila jako druhá tenistka hrající na divokou kartu, čímž navázala na Duboisovou z roku 2006. Stala se rovněž pátou nejmladší přemožitelkou turnajové jedničky v kategorii WTA 1000, datované od roku 2009. Na Canadian Open byla nejmladší kanadskou čtvrtfinalistkou od Kelesiové v roce 1987.

## Finále na okruhu WTA Tour
| Legenda                  |
| ------------------------ |
| D – dvouhra; Č – čtyřhra |
| Grand Slam (0)           |
| Turnaj mistryň (0)       |
| WTA 1000 (1–0 D)         |
| WTA 500 (0)              |
| WTA 250 (0)              |

### Dvouhra: 1 (1–0)
| Stav    | č. | datum         | turnaj           | kategorie | povrch | soupeřka ve finále | výsledek      |
| ------- | -- | ------------- | ---------------- | --------- | ------ | ------------------ | ------------- |
| Vítězka | 1. | 7. srpna 2025 | Montréal, Kanada | WTA 1000  | tvrdý  | Naomi Ósakaová     | 2–6, 6–4, 6–1 |

## Finále série WTA 125

### Dvouhra: 1 (0–1)
| Legenda       |
| ------------- |
| WTA 125 (0–1) |

| Stav       | č. | datum       | turnaj        | povrch | soupeřka ve finále | výsledek |
| ---------- | -- | ----------- | ------------- | ------ | ------------------ | -------- |
| Finalistka | 1. | květen 2025 | Parma, Itálie | antuka | Majar Šarífová     | 4–6, 4–6 |

## Tituly na okruhu ITF
| Kategorie okruhu ITF | Kategorie okruhu ITF |
| -------------------- | -------------------- |
| Turnaje W100         | Turnaje W80          |
| Turnaje W75/W60      | Turnaje W50/W40      |
| Turnaje W35/W25      | Turnaje W15/W10      |

### Dvouhra (8 titulů)
| Č. | datum         | turnaj                           | kategorie | povrch    | poražená finalistka  | výsledek    |
| -- | ------------- | -------------------------------- | --------- | --------- | -------------------- | ----------- |
| 1. | červenec 2022 | Saskatoon, Kanada                | W25       | tvrdý     | Madison Sieg         | 6–2, 6–0    |
| 2. | červenec 2023 | Saskatoon, Kanada                | W60       | tvrdý     | Emina Bektasová      | 6–4, 6–4    |
| 3. | červenec 2024 | Darmstadt, Německo               | W35       | antuka    | Ángela Fita Boludová | 6–4, 6–4    |
| 4. | leden 2025    | Le Lamentin, Martinik, Francie   | W35       | tvrdý     | Clervie Ngounoueová  | 7–5, 6–3    |
| 5. | leden 2025    | Petit-Bourg, Guadeloupe, Francie | W35       | tvrdý     | Clervie Ngounoueová  | 6–4, 6–0    |
| 6. | leden 2025    | Rome, Spojené státy              | W75       | tvrdý (h) | Eva Vedderová        | 7–5, 6–3    |
| 7. | únor 2025     | Manchester, Spojené ktálovství   | W35       | tvrdý (h) | Manon Léonardová     | 7–6(0), 6–2 |
| 8. | březen 2025   | Porto, Portugalsko               | W75       | tvrdý (h) | Harriet Dartová      | 6–1, 6–1    |

### Čtyřhra (2 tituly)
| Č. | datum      | turnaj                           | kategorie | povrch | spoluhráčka         | poražené finalistky                         | výsledek    |
| -- | ---------- | -------------------------------- | --------- | ------ | ------------------- | ------------------------------------------- | ----------- |
| 1. | leden 2025 | Le Lamentin, Martinik, Francie   | W35       | tvrdý  | Cadence Braceová    | Olivia Lincerová Clervie Ngounoueová        | 6–2, 7–6(2) |
| 2. | leden 2025 | Petit-Bourg, Guadeloupe, Francie | W35       | tvrdý  | Clervie Ngounoueová | Jenna Deanová Amanda Carolina Nava Elkinová | 6–3, 6–1    |

## Finále na juniorském Grand Slamu

### Čtyřhra juniorek: 2 (0–2)
| Stav       | rok  | turnaj          | povrch | spoluhráčka    | soupeřky ve finále                       | výsledek         |
| ---------- | ---- | --------------- | ------ | -------------- | ---------------------------------------- | ---------------- |
| Finalistka | 2022 | Australian Open | tvrdý  | Kayla Crossová | Clervie Ngounoueová Diana Šnajderová     | 4–6, 3–6         |
| Finalistka | 2022 | Wimbledon       | tráva  | Kayla Crossová | Rose Marie Nijkampová Angella Okutoyiová | 6–3, 4–6, [9–11] |